# Balod (Distrikt)
Balod ist ein Distrikt im indischen Bundesstaat Chhattisgarh.

## Geschichte
Der Distrikt wurde am 1. Januar 2012 aus Teilen des Distrikts Durg geschaffen. Er wurde aus den Tehsils Balod, Dondi, Dondi Lohara, Gunderdehi und Gurur gebildet.

## Bevölkerung
Nach der Volkszählung 2011 hat der Distrikt Balod 826.165 Einwohner. Bei 234 Einwohnern pro Quadratkilometer ist der Distrikt dicht besiedelt. Der Distrikt ist dennoch ländlich geprägt. Von den 826.165 Bewohnern wohnen 720.667 Personen (87,23 %) auf dem Land und 105.498 Menschen in städtischen Gemeinden.
Der Distrikt Balod gehört zu den Gebieten Indiens, die stark von Angehörigen der „Stammesbevölkerung“ (scheduled tribes) besiedelt sind. Zu ihnen gehörten (2011) 259.043 Personen (31,35 Prozent der Distriktsbevölkerung). Es gibt zudem 68.431 Dalits (scheduled castes) (8,28 Prozent der Distriktsbevölkerung) im Distrikt.

### Bevölkerungsentwicklung
Wie überall in Indien wächst die Einwohnerzahl im Distrikt Balod seit Jahrzehnten stark an. Die Zunahme betrug in den Jahren 2001–2011 mehr als zehn Prozent (10,24 %). In diesen zehn Jahren nahm die Bevölkerung um über 76.000 Menschen zu. Die Entwicklung verdeutlicht folgende Tabelle:

### Bedeutende Orte
Im Distrikt gibt es insgesamt laut der Volkszählung 2011 acht Orte, die als Städte (towns und notified towns) gelten. Darunter sind mit Dalli-Rajhara und Balod allerdings nur zwei Orte, die mehr als 10.000 Einwohner zählen.

### Bevölkerung des Distrikts nach Geschlecht
Der Distrikt hatte 2011 – für Indien unüblich – mehr weibliche als männliche Einwohner. Allerdings war das Verhältnis beider Geschlechter viel ausgeglichener als in anderen Regionen Indiens. Von der gesamten Einwohnerschaft von 826.165 Personen waren 408.638 männlichen und 417.527 (50,54 Prozent der Bevölkerung) weiblichen Geschlechts. Bei den jüngsten Bewohnern (96.271 Personen unter 7 Jahren) sind allerdings 48.542 Personen (50,42 %) männlichen und 47.729 Personen (49,58 %) weiblichen Geschlechts.

### Bevölkerung des Distrikts nach Sprachen
Die Bevölkerung des Distrikts Balod ist sprachlich ziemlich einheitlich. Denn es sprechen 811.561 Personen (98,23 % der Bevölkerung) Hindi-Sprachen und Dialekte. Meistgesprochene Sprache ist Chhattisgarhi, eine Hindi-Sprache. Daneben ist Khari Boli/Hindi eine weitere bedeutende Sprache im Distrikt. Die weitverbreitetsten Sprachen zeigt die folgende Tabelle:
| Jahr                                   | Bengali | Bengali | Bhojpuri | Bhojpuri | Chhattisgarhi | Chhattisgarhi | Gondi | Gondi | Halabi | Halabi | Hindi  | Hindi | Marathi | Marathi | Telugu | Telugu | Total   | Total    |
| Jahr                                   | Zahl    | %       | Zahl     | %        | Zahl          | %             | Zahl  | %     | Zahl   | %      | Zahl   | %     | Zahl    | %       | Zahl   | %      | Zahl    | %        |
| -------------------------------------- | ------- | ------- | -------- | -------- | ------------- | ------------- | ----- | ----- | ------ | ------ | ------ | ----- | ------- | ------- | ------ | ------ | ------- | -------- |
| 2011                                   | 1116    | 0,14    | 1041     | 0,13     | 768.925       | 93,07         | 3271  | 0,40  | 1493   | 0,18   | 40.302 | 4,88  | 2447    | 0,30    | 1248   | 0,15   | 826.165 | 100,00 % |
| Quelle: Ergebnis der Volkszählung 2011 |         |         |          |          |               |               |       |       |        |        |        |       |         |         |        |        |         |          |

### Bevölkerung des Distrikts nach Bekenntnissen
Eine deutliche Mehrheit der Einwohnerschaft sind Anhänger des Hinduismus. Zahlreiche Angehörige der Adivasi praktizieren allerdings noch ihre traditionellen Religionen. Die Anteile (unter Andere Religionen aufgeführt) schwanken je nach Tehsil. In den Tehsils Balod, Gunderdehi und Gurur gibt es fast keine Angehörige von Traditionellen Religionen. Dagegen gehören im Tehsil Dondi Lohara 10.032 Menschen (5,08 % der Bevölkerung) und im Tehsil Dondi gar 25.287 Menschen (16,28 % der Bevölkerung) diesen Traditionellen Religionen an. Die genaue religiöse Zusammensetzung der Bevölkerung zeigt folgende Tabelle:
| Jahr                                   | Buddhisten | Buddhisten | Christen | Christen | Hindus  | Hindus | Jainas | Jainas | Muslime | Muslime | Sikhs | Sikhs | Andere | Andere | keine Angaben | keine Angaben | Total   | Total    |
| Jahr                                   | Zahl       | %          | Zahl     | %        | Zahl    | %      | Zahl   | %      | Zahl    | %       | Zahl  | %     | Zahl   | %      | Zahl          | %             | Zahl    | %        |
| -------------------------------------- | ---------- | ---------- | -------- | -------- | ------- | ------ | ------ | ------ | ------- | ------- | ----- | ----- | ------ | ------ | ------------- | ------------- | ------- | -------- |
| 2011                                   | 3677       | 0,45       | 2334     | 0,28     | 769.250 | 93,11  | 3855   | 0,47   | 7309    | 0,88    | 1005  | 0,12  | 38.267 | 4,63   | 468           | 0,06          | 826.165 | 100,00 % |
| Quelle: Ergebnis der Volkszählung 2011 |            |            |          |          |         |        |        |        |         |         |       |       |        |        |               |               |         |          |

## Bildung
Dank bedeutender Anstrengungen steigt die Alphabetisierung. Sie ist für indische Verhältnisse recht hoch. Erstaunlich gering ist der Unterschied zwischen Stadt und Land. Typisch für indische Verhältnisse sind die starken Unterschiede zwischen den Geschlechtern.
| Alphabetisierung im Distrikt Balod     |                   |                   |
| Einheit                                | Volkszählung 2011 | Volkszählung 2011 |
| Einheit                                | Anzahl            | Anteil            |
| GESAMT                                 | 585.943           | 80,28 %           |
| Männer                                 | 322.367           | 89,52 %           |
| Frauen                                 | 263.576           | 71,28 %           |
| STADT GESAMT                           | 79.314            | 84,54 %           |
| Stadt-Männer                           | 42.937            | 91,97 %           |
| Stadt-Frauen                           | 36.377            | 77,18 %           |
| LAND GESAMT                            | 506.629           | 79,65 %           |
| Land-Männer                            | 279.430           | 89,16 %           |
| Land-Frauen                            | 227.199           | 77,18 %           |
| Quelle: Ergebnis der Volkszählung 2011 |                   |                   |

## Verwaltungsgliederung
Der Distrikt war bei der letzten Volkszählung 2011 in die fünf Tehsils (Talukas) Balod, Dondi, Dondi Lohara, Gunderdehi und Gurur aufgeteilt und gehörte noch zum Distrikt Durg in der Division Durg.